# Nuoto ai I Giochi panamericani giovanili
Le gare di nuoto ai I Giochi panamericani giovanili si sono svolte a Cali, in Colombia, dal 26 al 30 novembre 2021. Sono state disputate un totale di 36 gare, 17 per gli uomini, altrettante per le donne più due staffette miste. A differenza dei Giochi olimpici e dei Giochi panamericani senior non era previsto nessun evento di nuoto in acque libere.

## Risultati

### Uomini
| Evento               | Oro                     | Tempo    | Argento                    | Tempo    | Bronzo                     | Tempo    |
| Stile libero         |                         |          |                            |          |                            |          |
| 50 m                 | Victor Guimaraes Alcara | 22"08    | Lucas Martins              | 22"34    | Camilo Marrugo             | 22"92    |
| 100 m                | Breno Correia           | 48"81    | Lucas Martins              | 49"71    | Andres Dupont Cabrera      | 50"37    |
| 200 m                | Breno Correia           | 1'47"46  | Juan Manuel Morales        | 1'49"70  | Santiago Corredor          | 1'49"80  |
| 400 m                | Santiago Corredor       | 3'53"14  | Eduardo Oliveira de Moraes | 3'53"23  | Juan Manuel Morales        | 3'57"26  |
| 800 m                | Juan Manuel Morales     | 8'01"04  | Stephan Steverink          | 8'02"64  | Guilherme Sperandio        | 8'12"74  |
| 1500 m               | Pedro Guastelli Farias  | 15'24"27 | Juan Manuel Morales        | 15'31"20 | Stephan Steverink          | 15'34"41 |
| Dorso                |                         |          |                            |          |                            |          |
| 100 m                | Diego Camacho           | 55"38    | Patrick Groters            | 55"75    | Jack Stewart Kirby         | 56"18    |
| 200 m                | Patrick Groters         | 2'01"78  | Diego Camacho              | 2'02"29  | Erick Gordillo             | 2'03"00  |
| Rana                 |                         |          |                            |          |                            |          |
| 100 m                | Mariano Lazzerini       | 1'02"28  | Andres Bustamante          | 1'02"29  | Bernhrd Tyler Christianson | 1'03"16  |
| 200 m                | Andres Bustamante       | 2'14"85  | Juan Bautista              | 2'16"78  | Roberto Bonilla            | 2'17"18  |
| Delfino              |                         |          |                            |          |                            |          |
| 100 m                | Kayky Mota              | 52"81    | Matheus Gonche             | 52"83    | Jorge Otaiza               | 53"76    |
| 200 m                | Matheus Gonche          | 1'59"63  | Roberto Bonilla            | 2'01"08  | Kayky Mota                 | 2'01"60  |
| Misti                |                         |          |                            |          |                            |          |
| 200 m                | Patrick Groters         | 2'02"09  | Erick Gordillo             | 2'02"47  | Fabrizio Mateos            | 2'04"53  |
| 400 m                | Erick Gordillo          | 4'22"09  | Stephan Steverink          | 4'24"35  | Roberto Bonilla            | 4'26"08  |
| Staffette            |                         |          |                            |          |                            |          |
| 4x100 m stile libero | Brasile                 | 3'17"14  | Messico                    | 3'24"02  | Colombia                   | 3'24"40  |
| 4x200 m stile libero | Brasile                 | 7'24"22  | Colombia                   | 7'30"01  | Cile                       | 7'32"66  |
| 4x100 m misti        | Messico                 | 3'42"67  | Brasile                    | 3'44"19  | Colombia                   | 3'46"19  |

### Donne
| Evento               | Oro                    | Tempo    | Argento                      | Tempo    | Bronzo                             | Tempo         |
| Stile libero         |                        |          |                              |          |                                    |               |
| 50 m                 | Stephanie Balduccini   | 25"47    | Anicka Delgado Deyse Barbosa | 25"74    | non assegnata                      | non assegnata |
| 100 m                | Stephanie Balduccini   | 54"63    | Ana Carolina Vieira          | 55"89    | Anicka Delgado                     | 56"32         |
| 200 m                | Ana Carolina Vieira    | 2'02"15  | Maria Victoria Yegres        | 2'02"16  | Karen Durango Restrepo             | 2'03"09       |
| 400 m                | Maria Paula Heitmann   | 4'17"64  | Lucia Gauna                  | 4'19"14  | Maria Victoria Yegres Delfina Dini | 4'19"24       |
| 800 m                | Maria Victoria Yegres  | 8'50"81  | Beatriz Dizotti              | 8'52"35  | Delfina Dini                       | 8'58"66       |
| 1500 m               | Beatriz Dizotti        | 16'52"11 | Delfina Dini                 | 17'04"07 | Maria Victoria Yegres              | 17'06"02      |
| Dorso                |                        |          |                              |          |                                    |               |
| 100 m                | Tayde de la Fuente     | 1'02"00  | Julia Góes                   | 1'02"82  | Celia Pulido Ortiz                 | 1'03"24       |
| 200 m                | Athena Kovacs          | 2'15"64  | Jimena Leguizamon            | 2'16"85  | Fernande de Goeij                  | 2'17"94       |
| Rana                 |                        |          |                              |          |                                    |               |
| 100 m                | Martina Barbeito       | 1'08"74  | Giulia Oliveira              | 1'10"24  | Bruna Leme                         | 1'10"27       |
| 200 m                | Martina Barbeito       | 2'30"17  | Bruna Leme                   | 2'31"15  | Maria Alborzen                     | 2'32"21       |
| Delfino              |                        |          |                              |          |                                    |               |
| 100 m                | Clarissa Rodrigues     | 1'00"19  | Luana Alonso Mendez          | 1'00"30  | Valentina Becerra                  | 1'00"82       |
| 200 m                | Karen Durango Restrepo | 2'13"51  | Rafaela Raurich              | 2'14"58  | Samantha Baños                     | 2'15"90       |
| Misti                |                        |          |                              |          |                                    |               |
| 200 m                | Nicole Frank           | 2'17"46  | Maria Alborzen               | 2'18"99  | Fernande de Goeij                  | 2'19"32       |
| 400 m                | Maria Alborzen         | 4'52"22  | Fernande de Goeij            | 4'55"13  | Yanin Ortiz                        | 4'57"14       |
| Staffette            |                        |          |                              |          |                                    |               |
| 4x100 m stile libero | Brasile                | 3'45"06  | Messico                      | 3'49"97  | Colombia                           | 3'51"05       |
| 4x200 m stile libero | Brasile                | 8'17"19  | Colombia                     | 8'23"72  | Argentina                          | 8'25"44       |
| 4x100 m misti        | Brasile                | 4'11"04  | Messico                      | 4'15"44  | Colombia                           | 4'16"51       |

### Miste
| Evento               | Oro     | Tempo   | Argento | Tempo   | Bronzo   | Tempo   |
| Stile libero         |         |         |         |         |          |         |
| 4x100 m stile libero | Brasile | 3'29"42 | Messico | 3'35"02 | Colombia | 3'35"94 |
| 4x100 m mista        | Brasile | 3'55"34 | Messico | 3'56"33 | Colombia | 3'58"11 |

## Medagliere
| Posiz. | Nazione    | Oro | Argento | Bronzo | Totale |
| ------ | ---------- | --- | ------- | ------ | ------ |
| 1      | Brasile    | 19  | 15      | 6      | 40     |
| 2      | Messico    | 5   | 7       | 2      | 14     |
| 3      | Colombia   | 3   | 5       | 12     | 20     |
| 4      | Argentina  | 3   | 4       | 4      | 11     |
| 5      | Aruba      | 2   | 1       | -      | 3      |
| 6      | Guatemala  | 1   | 2       | 3      | 6      |
| 7      | Venezuela  | 1   | 1       | 3      | 5      |
| 8      | Cile       | 1   | -       | 1      | 2      |
| 9      | Uruguay    | 1   | -       | -      | 1      |
| 10     | Paraguay   | -   | 1       | 1      | 2      |
|        | Ecuador    | -   | 1       | 1      | 2      |
| 12     | Barbados   | -   | -       | 1      | 1      |
|        | Costa Rica | -   | -       | 1      | 1      |
|        | Panama     | -   | -       | 1      | 1      |
| TOTALE | TOTALE     | 36  | 37      | 36     | 109    |